# 4550 Royclarke
4550 Royclarke (1977 HH1) là một tiểu hành tinh vành đai chính được phát hiện ngày 24 tháng 4 năm 1977 bởi Schelte J. Bus ở Palomar.